# Rupi del vino
Rupi del vino è un film documentario del 2009 diretto da Ermanno Olmi con la collaborazione alla regia di Giacomo Gatti, prodotto dalla Fondazione ProVinea di Sondrio con Banca Popolare di Sondrio e presentato alla Festa del Cinema di Roma del 2009, al Trento Film Festival 2010, al Festival Cinematográfico Internacional del Uruguay 2010, al Jeonju International Film Festival 2010, al Tiburon International Film Festival 2011, alle Journées du Cinéma Italien di Nizza 2012.

## Trama
Un documentario che rende omaggio alla “viticoltura eroica” della Valtellina, ai suoi vini pregiati, all’antica sapienza agricola dei terrazzamenti e dei muri a secco, attraversando paesaggi antichi con le parole di Mario Soldati dal libro “L’avventura in Valtellina” e quelle dell’agronomo settecentesco Pietro Ligari dal manoscritto “Ragionamenti d’agricoltura”.

## Produzione
Il film nasce da un’idea dell’economista d'impresa Marco Vitale per sensibilizzare e promuovere, con un'opera cinematografica, la ricchezza storica, culturale e viticola del territorio in occasione della candidatura per il riconoscimento UNESCO dei terrazzamenti valtellinesi In Valtellina si lavora ancora il vigneto manualmente, è l’area viticola terrazzata di montagna più estesa d’Europa, antichi muretti a secco che hanno una lunghezza lineare attorno ai 2.500 km, costruiti trasportando a braccia, o a dorso di mulo, tonnellate di terra dal fondo valle Le riprese sono iniziate a gennaio 2008 in pellicola cinematografica 16mm e sono durate oltre un anno e mezzo per riuscire a seguire le stagioni e i
ritmi della natura. Ogni inquadratura è un viaggio che abbraccia l’intero territorio valtellinese, tra i luoghi più rappresentativi compaiono le zone del Sassella, Grumello, Inferno, Valgella e Maroggia e i paesi di Albosaggia, Ardenno, Bagni di Masino, Bormio, Chiesa in Valmalenco, Grosio, Grosotto, Livigno, Morbegno, Poschiavo, Sondrio, Tirano.
Il regista spiega il suo rapporto con la viticoltura: “Il momento del vino, nella mia infanzia contadina, era vissuto con partecipazione diretta al rito che ogni anno puntualmente si ripeteva e perpetuava a cominciare, appena fuori dall’inverno, dalla preparazione della vigna con la cura dei tralci e della zolla. E poi in primavera, quando le mani del vignaiolo frugavano con dolcezza nel fitto del fogliame dove spuntavano i primi grappoli ancora minuti come neonati. Prossimi all’autunno, ogni giorno si scrutava il cielo e si invocava l’aiuto divino perché la burrasca e la temutissima grandine non rovinasse il raccolto. E finalmente la vendemmia. Mani addestrate e agili coglievano grappoli ricchi di umori della terra e vigore del sole, dai chicchi turgidi di succo e di luce. E mentre si colmavano cesti in contentezza, dai filari delle vigne salivano canti di festa quasi si compisse il rito di ringraziamento per un premio meritato. La pigiatura era festa per tutti: augurio di abbondanza e rassicurazione di sopravvivenza. Il vino è l’immancabile offerta all’ospite, un invito alla compagnia, alla pacifica convivenza. Il vino è alimento e insieme sostanza di sacralità”. Nel film la voce di Ermanno Olmi cita una frase di Papa Martino V “Cinque sono i motivi del bere: l’arrivo di un amico, la bontà del vino, la sete presente e quella che verrà, e qualunque altro”.